# دهستان ناهی
دهستان ناهی (به لاتین: Nahi Gewog) یک دهستان در کشور بوتان است که در ناحیهٔ وانگدودودرنگ واقع شده‌است.